# Just Shoot Me!
Just Shoot Me! è una serie televisiva statunitense in 148 episodi trasmessi per la prima volta nel corso di 7 stagioni dal 1997 al 2003, ambientata a New York che si svolge principalmente nella redazione di una rivista.

## Trama
Maya Gallo è una scrittrice femminista che comincia a lavorare a malincuore presso la rivista glamour Blush, di proprietà di suo padre, Jack Gallo. Tra i personaggi regolari vi sono anche il fotografo donnaiolo Elliot DiMauro e l'alcolizzata e sessualmente promiscua ex modella Nina Van Horn.

## Personaggi e interpreti
- Maya Gallo (stagioni 1-7), interpretato da Laura San Giacomo.
- Jack Gallo (stagioni 1-7), interpretato da George Segal.
- Nina Van Horn (stagioni 1-7), interpretato da Wendie Malick.
- Elliot DiMauro (stagioni 1-7), interpretato da Enrico Colantoni.
- Dennis Finch (stagioni 1-7), interpretato da David Spade.
- Kevin Liotta (stagioni 4-7), interpretato da Brian Posehn.
- Vicki Costa (stagione 7), interpretato da Rena Sofer.
- Simon Leeds (stagione 7), interpretato da Simon Templeman.
È una rock star inglese che ha una relazione con Nina.
- Adrienne Barker (stagione 4), interpretato da Rebecca Romijn.
- Rhoda DiMauro (stagioni 4-7), interpretato da Rhoda Gemignani.
- Wally (stagione 1), interpretato da Chris Hogan.
È il compagno di stanza di Maya durante la prima stagione.
- Persky (stagioni 1-3), interpretato da Tom Kenny.

### Altri interpreti e guest star
Kevin P. Farley (5 episodi), Dave Allen Clark (4), Rob Reinis (4), Brian Dennehy (4, è il padre di Dennis, il quale si fidanza con Nina in un episodio), David Garry (4), David Cross (3, fratello minore di Elliot che pretende di essere disabile mentale), Jenny McCarthy (3), J. P. Manoux (3), Bobby Figueroa (3), Tiffani Thiessen (3), Sasha Barrese (3), Hamilton von Watts (2), Julia Dahl (2), Cheryl Tiegs (2), Cheri Oteri (2), Megan Gallivan (2), Emily Procter (2), Jay Leno (2), Jim O'Heir (2), Kristin Bauer van Straten (2), Jordan Roberts (2), Tyra Banks (2), Cassidy Rae (2), Arturo Gil (2), Ray Liotta (2), Amy Sedaris (2), Brooke Burns (2), Amy Farrington (2), Gina Gershon (2), Danny Nucci (2), Paula Marshall (2), Kate Spade (2), Jim Cashman (2).

## Produzione
La serie, ideata da Steven Levitan, fu prodotta da Bruce Rand Berman e girata nel CBS Studio Center a Studio City, Los Angeles, in California

### Registi
Tra i registi sono accreditati:
- Pamela Fryman in 89 episodi (stagioni 3-7)
- Leonard R. Garner Jr. in 17 episodi (stagioni 1-4)
- Steven Levitan in 5 episodi (stagioni 3-4)
- Jean Sagal in 4 episodi (stagioni 3-4)
- John Fortenberry in 3 episodi (stagione 1)
- Philip Charles MacKenzie in 3 episodi (stagione 1)
- Lee Shallat Chemel in 3 episodi (stagione 1)
- Peter Bonerz in 3 episodi (stagione 5)
- Dana De Vally Piazza in 3 episodi (stagione 5)
- Darryl Bates in 2 episodi (stagione 3)
- Matthew Diamond in 2 episodi (stagione 4)
- Craig Zisk in 2 episodi (stagione 4)
- Jeff Melman in un episodio (stagione 1)
- Ken Levine in un episodio (stagione 2)
- Gail Mancuso in un episodio (stagione 2)
- Richard Boden in un episodio (stagione 6)
- Gerren Keith in un episodio (stagione 6)
- Kevin C. Slattery in un episodio (stagione 6)

### Sceneggiatori
Tra gli sceneggiatori sono accreditati:
- Maria A. Brown in 26 episodi (stagioni 5-6)
- Jessica Kaminsky in 18 episodi (stagione 6)
- Marsh McCall in 11 episodi (stagioni 1-5)
- Sivert Glarum in 11 episodi (stagioni 1-4)
- Michael Jamin in 11 episodi (stagioni 1-4)
- David Guarascio in 11 episodi (stagioni 3-5)
- Moses Port in 11 episodi (stagioni 3-5)
- Brian Reich in 11 episodi (stagioni 4-6)
- David Hemingson in 11 episodi (stagioni 5-7)
- Pam Brady in 9 episodi (stagioni 1-4)
- Susan Dickes in 8 episodi (stagioni 4-5)
- Jack Burditt in 7 episodi (stagioni 1-3)
- Eileen Conn in 7 episodi (stagioni 1-3)
- Andrew Gordon in 7 episodi (stagioni 1-3)

## Distribuzione
La serie fu trasmessa negli Stati Uniti dal 4 marzo 1997 al 16 agosto 2003 sulla rete televisiva NBC.
Altre distribuzioni:
- in Islanda il 20 agosto 1998
- in Francia il 31 agosto 1998 (Voilà!)
- nel Regno Unito il 7 ottobre 1998
- in Portogallo il 9 novembre 1998 (Ai, Que Vida!)
- in Finlandia il 14 gennaio 1999 (Ammu vaan!)
- in Svizzera il 31 gennaio 1999 (French speaking region)
- in Svezia il 13 marzo 1999
- in Slovenia l'8 novembre 1999
- in Belgio il 29 ottobre 2000
- in Ungheria il 26 luglio 2008 (Divatalnokok)
- in Germania (Just Shoot Me - Redaktion durchgeknipst e Shooting Stars)
- in Spagna (Dame un respiro)
- in Grecia (Den xereis ti sou ginetai)
- in Norvegia (Blush)
- in Polonia (Ja sie zastrzele)
- in Russia (Журнал мод)

## Episodi
| Stagione         | Episodi | Prima TV USA |
| ---------------- | ------- | ------------ |
| Prima stagione   | 6       | 1997         |
| Seconda stagione | 25      | 1997-1998    |
| Terza stagione   | 25      | 1998-1999    |
| Quarta stagione  | 24      | 1999-2000    |
| Quinta stagione  | 22      | 2000-2001    |
| Sesta stagione   | 22      | 2001-2002    |
| Settima stagione | 24      | 2002-2003    |